# Edward Baranowicz
Edward Baranowicz herbu Syrokomla (ur. 28 maja 1885 w majątku Dorohowo, zm. 16–19 kwietnia 1940 w Katyniu) – podpułkownik kawalerii Wojska Polskiego, działacz niepodległościowy, ofiara zbrodni katyńskiej.

## Życiorys
Urodził się 28 maja 1885 w majątku Dorohowo, w gminie Cyryn ówczesnej guberni mińskiej, w rodzinie Fabiana i Anny z Pruszewskich, rodziny ziemiańskiej. Ukończył gimnazjum w Mińsku. W 1905 wziął udział w strajku szkolnym za co był prześladowany przez rosyjskie władze szkolne.
Od 1 października 1912 do 1 października 1913 odbył obowiązkową służbę wojskową w rosyjskim 19 pułku dragonów na prawach wolontariusza (ros. Вольноопределяющийся), zdał egzamin oficerski i został mianowany chorążym rezerwy. W czasie I wojny światowej walczył w szeregach II Korpusu Polskiego w Rosji.
8 grudnia 1918 został przyjęty do Wojska Polskiego z zatwierdzeniem posiadanego stopnia porucznika i z dniem 14 listopada 1918 został przydzielony do 5 pułku ułanów zasławskich. Wziął udział w wojnie z bolszewikami. 27 sierpnia 1920 został zatwierdzony z dniem 1 kwietnia 1920 w stopniu rotmistrza, w kawalerii, w grupie oficerów byłych Korpusów Wschodnich i byłej armii rosyjskiej.
1 czerwca 1921 w stopniu rotmistrza nadal pełnił służbę w 5 pułku ułanów. 3 maja 1922 został zweryfikowany w stopniu majora ze starszeństwem z dniem 1 czerwca 1919 i 84. lokatą w korpusie oficerów jazdy. W 1923 dowodził II dywizjonem macierzystego pułku w Ostrołęce. Od 1 grudnia 1923 pełnił obowiązki, a później został zatwierdzony na stanowisku zastępcy dowódcy 5 puł.  w Ostrołęce. Od 6 czerwca do 16 września 1924 oraz od 18 kwietnia do 13 września 1926 sprawował w zastępstwie dowództwo pułku. Od 24 kwietnia do 31 lipca 1927 przebywał na kursie oficerów sztabowych kawalerii w Obozie Szkolnym Kawalerii w Grudziądzu. 23 stycznia 1928 prezydent RP nadał mu stopień podpułkownika z dniem 1 stycznia 1928 w korpusie oficerów kawalerii i 8. lokatą. W marcu 1929 został przeniesiony do kadry oficerów kawalerii z równoczesnym przeniesieniem służbowym na stanowisko rejonowego inspektora koni w Rzeszowie. Z dniem 1 lutego 1932 został przeniesiony na stanowisko rejonowego inspektora koni w Gródku Jagiellońskim. Z dniem 31 maja 1933 został przeniesiony w stan spoczynku. Mieszkał w Dorohowie. W 1934, jako podpułkownik stanu spoczynku pozostawał w ewidencji Powiatowej Komendy Uzupełnień Nowogródek. Posiadał przydział do Oficerskiej Kadry Okręgowej Nr IX. Był wówczas „przewidziany do użycia w czasie wojny”.
W czasie kampanii wrześniowej 1939 został ranny w Brześciu n. Bugiem i po agresji ZSRR na Polskę dostał się do niewoli sowieckiej. W grudniu 1939 figurował jako jeniec Obozu NKWD w Kozielsku. Między 15 a 17 kwietnia 1940 został przekazany do dyspozycji naczelnika Zarządu NKWD Obwodu Smoleńskiego. Między 16 a 19 kwietnia 1940 zamordowany w Katyniu i tam pogrzebany, gdzie od 28 lipca 2000 mieści się oficjalnie Polski Cmentarz Wojenny w Katyniu. W miejscu tym prowadzone były ekshumacje i prace archeologiczne. W 1943 jego ciało zostało zidentyfikowane w toku ekshumacji prowadzonych przez Niemców pod numerem 275, a przy zwłokach odnaleziono naramiennik bez odznak, kopertę, 2 pocztówki, kartę szczep. i odręcznie narysowaną mapę Europy. Figuruje na liście wywózkowej 029/2 z kwietnia 1940.
Postanowieniem nr 112-48-07 Prezydenta RP Lecha Kaczyńskiego z 5 października 2007 został awansowany pośmiertnie na stopień generała brygady. Awans został ogłoszony 9 listopada 2007 w Warszawie, w trakcie uroczystości „Katyń Pamiętamy – Uczcijmy Pamięć Bohaterów”.

## Ordery i odznaczenia
- Krzyż Niepodległości – 16 marca 1933 „za pracę w dziele odzyskania niepodległości”[34]
- Krzyż Walecznych trzykrotnie[35] (po raz pierwszy w 1921 na wniosek gen. broni Józefa Hallera „za męstwo i odwagę wykazane w bitwie Kaniowskiej w składzie b. II Korpusu Wschodniego w dniu 11.5.18 r.”[36], po raz pierwszy[37])
- Srebrny Krzyż Zasługi – 7 grudnia 1927 „za zasługi około rozwoju sportu konnego w wojsku”[38][39]
- Medal Pamiątkowy za Wojnę 1918–1921 – 1928[40][41]
- Medal Dziesięciolecia Odzyskanej Niepodległości – 1928[40]
- Odznaka pamiątkowa 5 Pułku Ułanów Zasławskich[42]
- Order Świętego Włodzimierza 4 stopnia z mieczami[14]